# Genuri
Genuri (sardinsky: Giaùni, Jaùni) je italská obec (comune) v provincii Sud Sardegna v regionu Sardinie. Nachází se ve výšce 230 metrů nad mořem a má 306 obyvatel. Rozloha obce je 7,52 km².